# São João de Meriti
São João de Meriti és un municipi brasiler de l'estat de Rio de Janeiro. Està a una latitud de 22° 48′ 14″ sud i a una longitud de 43° 22′ 20″ oest, i a una altura de 19 metres sobre el nivell del mar. La seva població estimada l'any 2006 era de 466.996 habitants, en una superfície de 34 km².
El municipi és conegut com "el formiguer de les Amèriques", ja que la seva densitat de població és una de les més altes del continent.